# William Servat

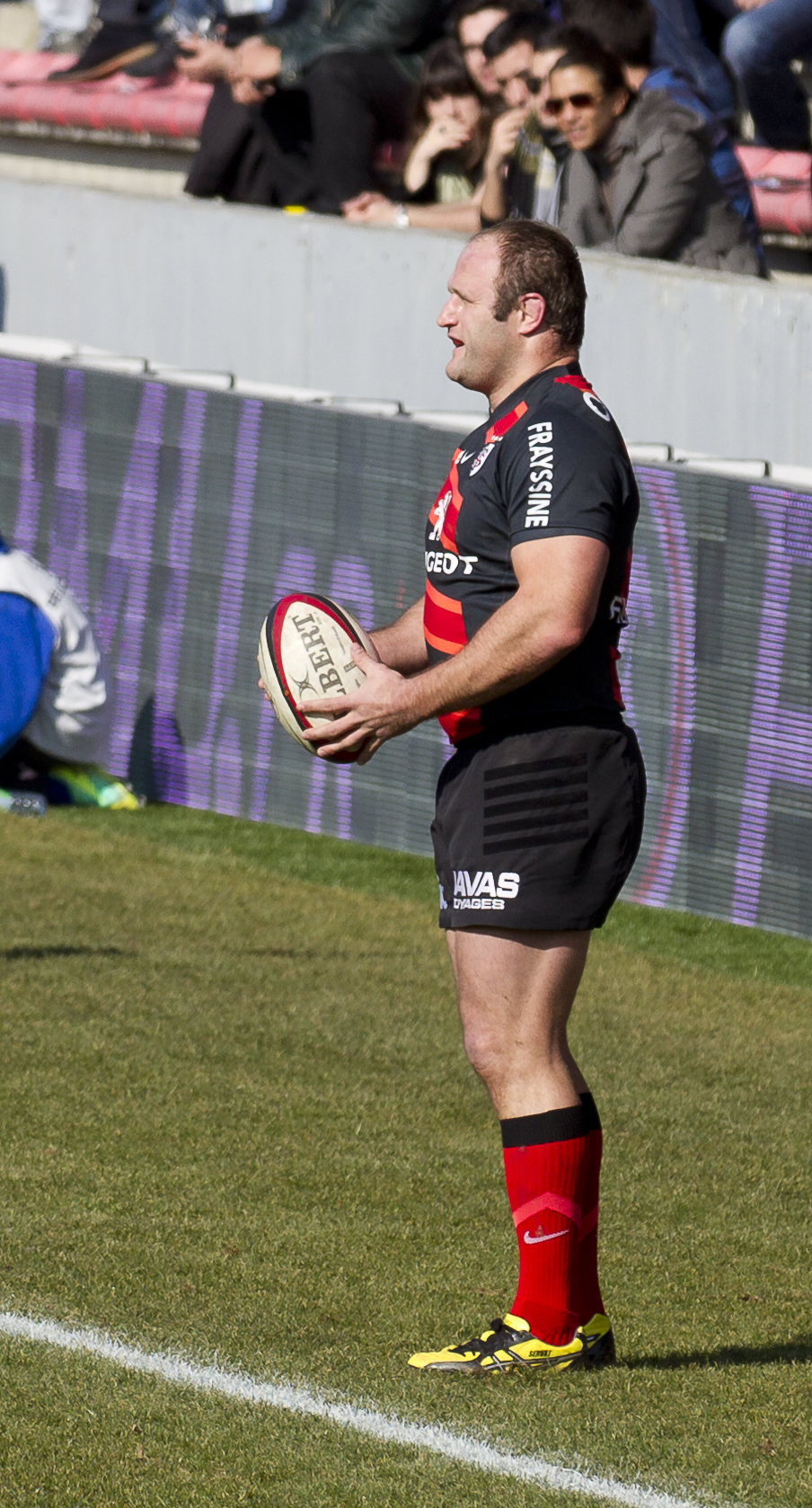

William Servat(9 de fevereiro de 1978), nasceu em Saint-Gaudens, na França. É um jogador de rugby profissional, que atua na seleção francesa de rugby e no Stade Toulousain. É considerado em 2010 como o melhor da atualidade na posição de hooker(camisa 2), pelo Midi Olympique e pelo Rugby World.

## Na Seleção
Foi convocado pela primeira vez em 2004, sendo parte do elenco no Seis Nações desde esse ano. Os franceses foram campeões na ocasião. Servat ainda foi convocado em 2005, quando a França ficou em segundo lugar. Na sequência, teve problemas com contusões, e só voltou a ser selecionado em 2008. Desde então vem participando de todos os Seis Nações, sendo campeão novamente em 2010. Integrou também o elenco vice-campeão mundial na Copa do Mundo de Rugby de 2011, na Nova Zelândia. A final foi muito disputada mas os franceses perderam por 8-7 contra os All Blacks em pleno Eden Park.